# Jan Herman Linge
Jan Herman Linge, född 28 januari 1922 i Trondheim, död 25 juni 2007, var en norsk ingenjör och båtkonstruktör. Han var son till skådespelaren Martin Linge och hans hustru Margit F. Vogt.

## Praktik och utbildning
Linge gick till sjöss vid 15 års ålder på MT Oro. Han trivdes mycket bra på öppet hav. Hans far var dock inte införstådd med det valet och begav sig därför själv ut i världen för att leta reda på sonen. De träffades i Singapore och tillsammans mönstrade de 1939 på ett fartyg på vilket de fick arbeta sig hemåt.
Linge praktiserade på varv 1940 och 1941. Han påbörjade studier 1943, men kriget satte ett tillfälligt stopp för detta. Studierna återupptogs efter kriget och han utbildade sig på skeppsbyggnadslinje i Storbritannien och USA 1946–1949.

## Andra världskriget
Linge flydde till Sverige i sin egendesignade och -byggda segelbåt "Vito". Därifrån tog han sig sedan till Storbritannien med en brittisk motortorpedbåt. Linge utbildade sig till SOE-agent och var med i Kompani Linge 1944–1945. Han landade i den tysk-ockuperade Norge med fallskärm vintern 1944/1945, där han verkade som sabotör och instruktör för motståndet (Milorg) i D12 (Akershus/Hedmark).
Linge blev tillfångatagen under en razzia, efter Gestapo-förhör skickades han till Nazityskland. Linge lyckades fly på vägen och kom över till de framryckande amerikanska styrkorna. Tidigt i april 1945 återvände han till Storbritannien och blev instruktör för nya agenter.

## Arbetsåren
Linge arbetade som ingenjör vid Båtservice Skeppsvarv A/S (Westermoen Båtbyggeri og Mek. Verksted) i Mandal 1949–1956. Under denna tid konstruerade han bland annat motortorpedbåten Nasty, som blev grunden för norska Tjeld-klassen. Dessa båtar var i kontinuerlig produktion från hösten 1957 (prototypen av Nasty) till omkring 1970. Båttypen kom även att exporteras till Tyskland, Grekland och USA. Sammantaget byggdes 42 båtar i denna klass i Norge. Dessutom byggdes sex exemplar på licens av Trumpy & Son i Annapolis.
I sitt eget båtdesign- och konsultföretag Jan H. Linge A/S konstruerade Linge en serie snabbgående motorbåtar för Draco, Fjord, Windy med flera. Linge konstruerade även Soling, som valdes till olympisk klass 1968 och deltog i åtta olympiskaiader. Yngling, också designad av Linge, blev internationell klass 1979 och OS-klass från Aten 2004. Linge har också konstruerat en mängd andra segel- och motorbåtar, ofta med  "ling" som suffix i namnet. Bland dessa är:
Segelbåtar:
- Dingyling
- Lærling
- Jypling
- Yngling
- Firling
- Soling
- Smiling
- Brisling
- Halling
- Willing
- Gambling

Motorbåtar:
- Musling 12/370
- Musling/Wesling 14/430
- Gromling 15 en krympt Wesling
- Wesling 16 i flera varianter, kallas också Musling 490
- Tromling 17
- Fjordling 17 HT och 18 HT
- Fjord Olympic 21
- Snekling 25
- Mekling 27
- Sagaling 30
- Fjord Diplomat 30
- Dreamling 32

Draco
- 20 HT Sportling
- 24 Styling
- 27 Stirling

Windy Boats
- 7500
- 7800
- 8000
- 9000

Totalt byggdes det cirka 10 000 motorbåtar och 10 000 segelbåtar som han konstruerat.

## Priser och utmärkelser
- St. Olavs Orden Riddare av 1. klass 1998
- Norska Krigsmedaljen
- Norska Deltagermedaljen
- Norges Teknisk-Naturvitenskaplige Råds Ærespris 1966 (insats för norsk industri)
- Merket for God Design år 1971 för segelbåten Yngling
- Jacobprisen år 1988 som formgivare
- International Sailing Federations (ISAF) guldmedalj 2000
- ISAF Beppe Croce trofé 2002